# Huddinge kyrkskola

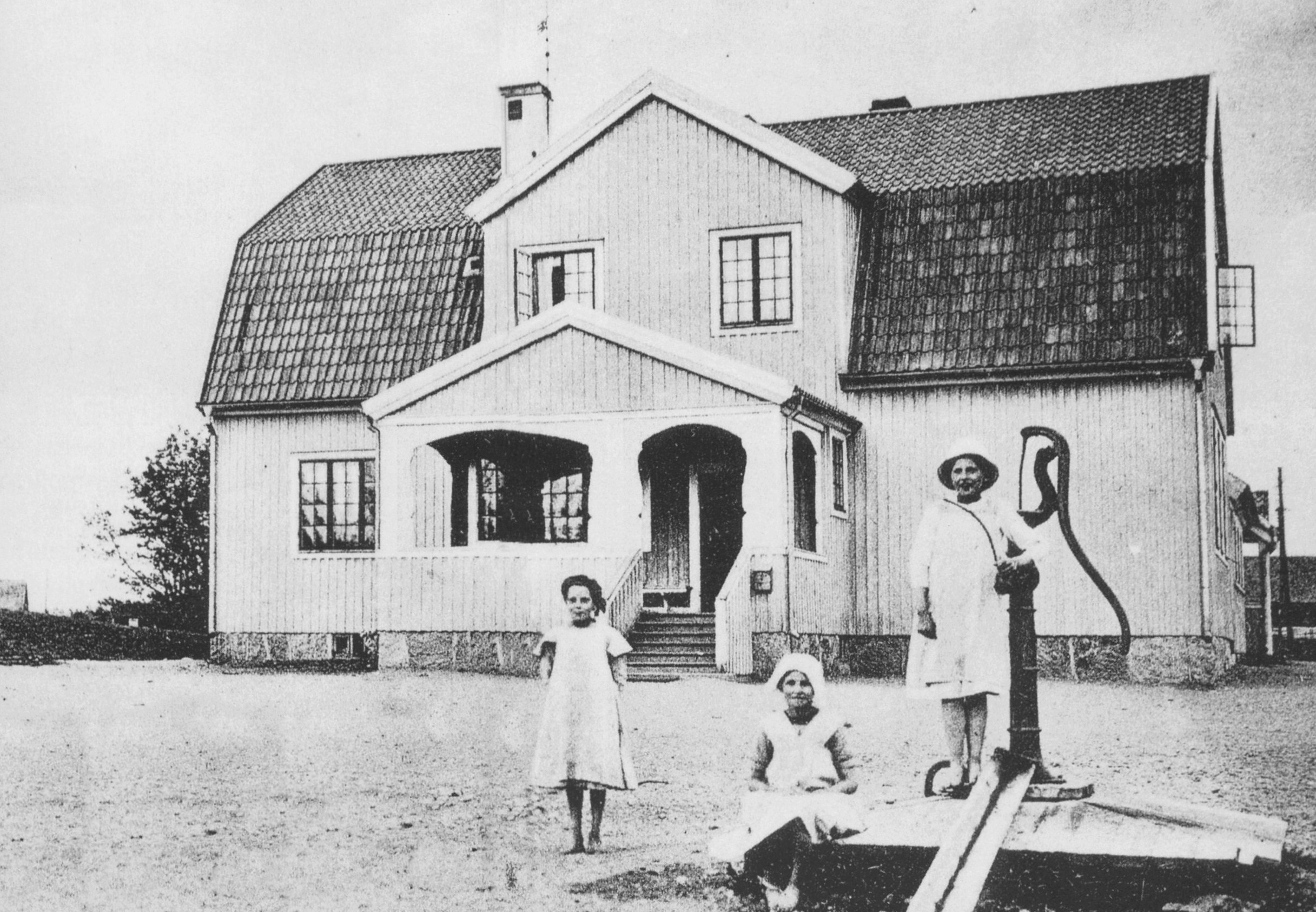
Nybyggda Kyrkskolan omkring 1915.

Kyrkskolan i Huddinge var Huddinge sockens första fasta folkskola som invigdes i Fullersta den 1 juli 1847 i en ombyggd fattigstuga. Därmed hade Huddinge inrättat en modern folkskoleundervisning fem år efter att den svenska folkskolestadgan trädde i kraft 1842. År 1914 invigdes den kyrkskolan vid nuvarande Kommunalvägen i Huddinge kommun vars byggnad fortfarande finns kvar. 
På 1950-talets mitt var skolan rivningshotad men fick vara kvar och utgör idag en värdefull kulturmiljö i Huddinge kommun. Här bedrev kommunen skolverksamhet en bit in på 2000-talet. Numera har Huddinge församling bland annat sin kör- och konfirmandundervisning här.

## Första Kyrkskolan

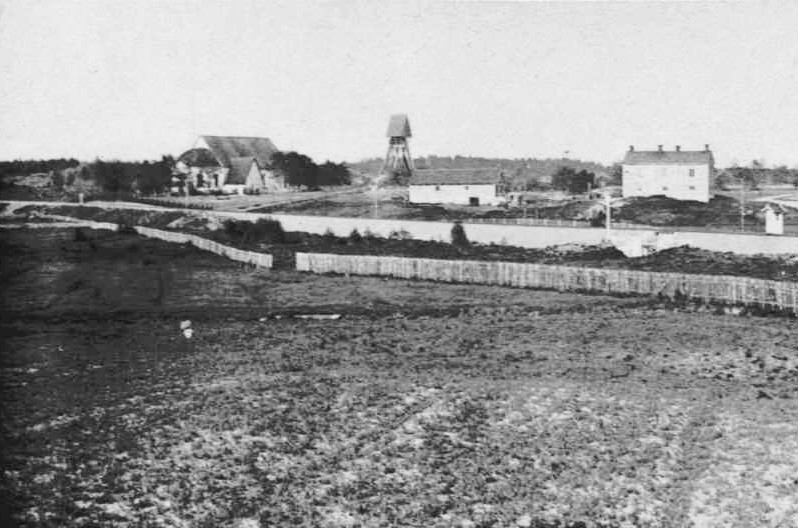
Johannes Jaegers fotografi från 1862/63.

När skolundervisningen började i Huddinge socken var det en kyrklig angelägenhet. I december 1845 bestämde skolstyrelsen inom kyrkorådet att en fast skola för 100 barn skulle inrättas och som skolbyggnad skulle man använda fattighuset strax söder om Huddinge kyrka. 
Efter en till- och påbyggnad fanns i  bottenvåningen ”bostad för sockens barnmorska, herberge för långwäga Scholbarn, bagarstufwa och boningsrum för 12 fattige”. I övre våningen inrättades ”Scholsal 15 alnar lång, 11 alnar bred med boställe för scholläraren af två rum och kök”.
Den 28 juni 1847 samlades ett stort antal barn och föräldrar vid den nyrenoverade skolbyggnaden intill kyrkan för inskrivning och den 1 juli 1847 invigdes skolan, bara fem år efter att den svenska folkskolestadgan hade trätt i kraft. På det äldsta fotografiet av en Huddingeskola som togs 1862 eller 1863 av hovfotografen Johannes Jaeger syns den till skola ombyggda fattigstugan intill Huddinge kyrka (som då fortfarande var utan torn).
Därefter genomgick skolbyggnaden ytterligare ombyggnader och förändringar. Snart behövdes fler skolsalar för Huddinges växande barnaskara. Därför hyrde man under åren 1878 till 1886  ett rum för småskoleverksamhet i den närbelägna stugan Nyboda (se Nyboda hembygds- och skolmuseum).

## Andra Kyrkskolan

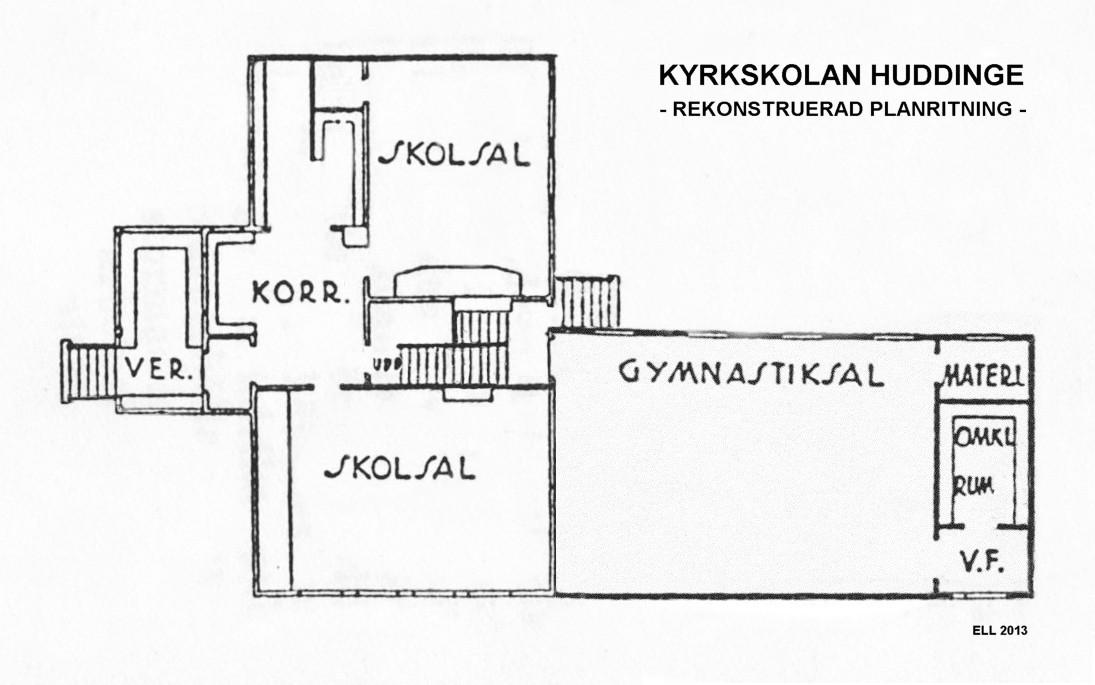
Kyrkskolans planritning.

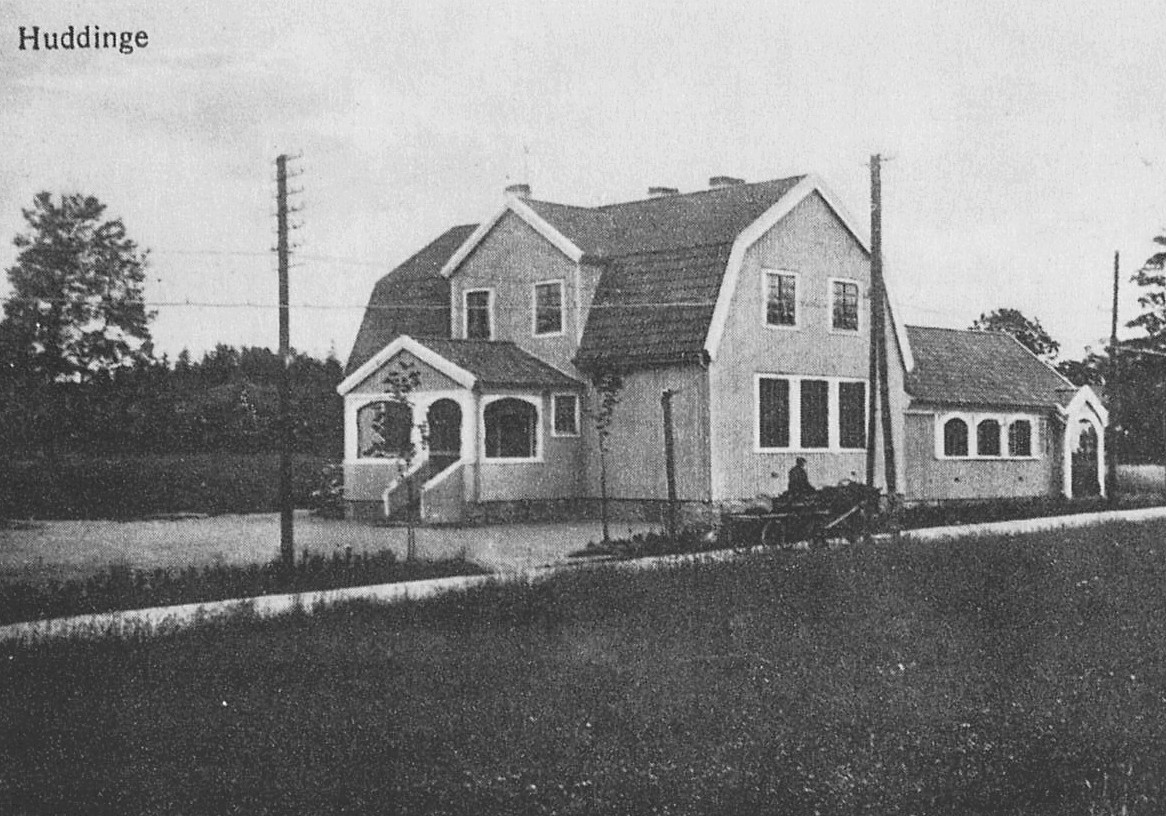
Kyrkskolan på 1920-talet.

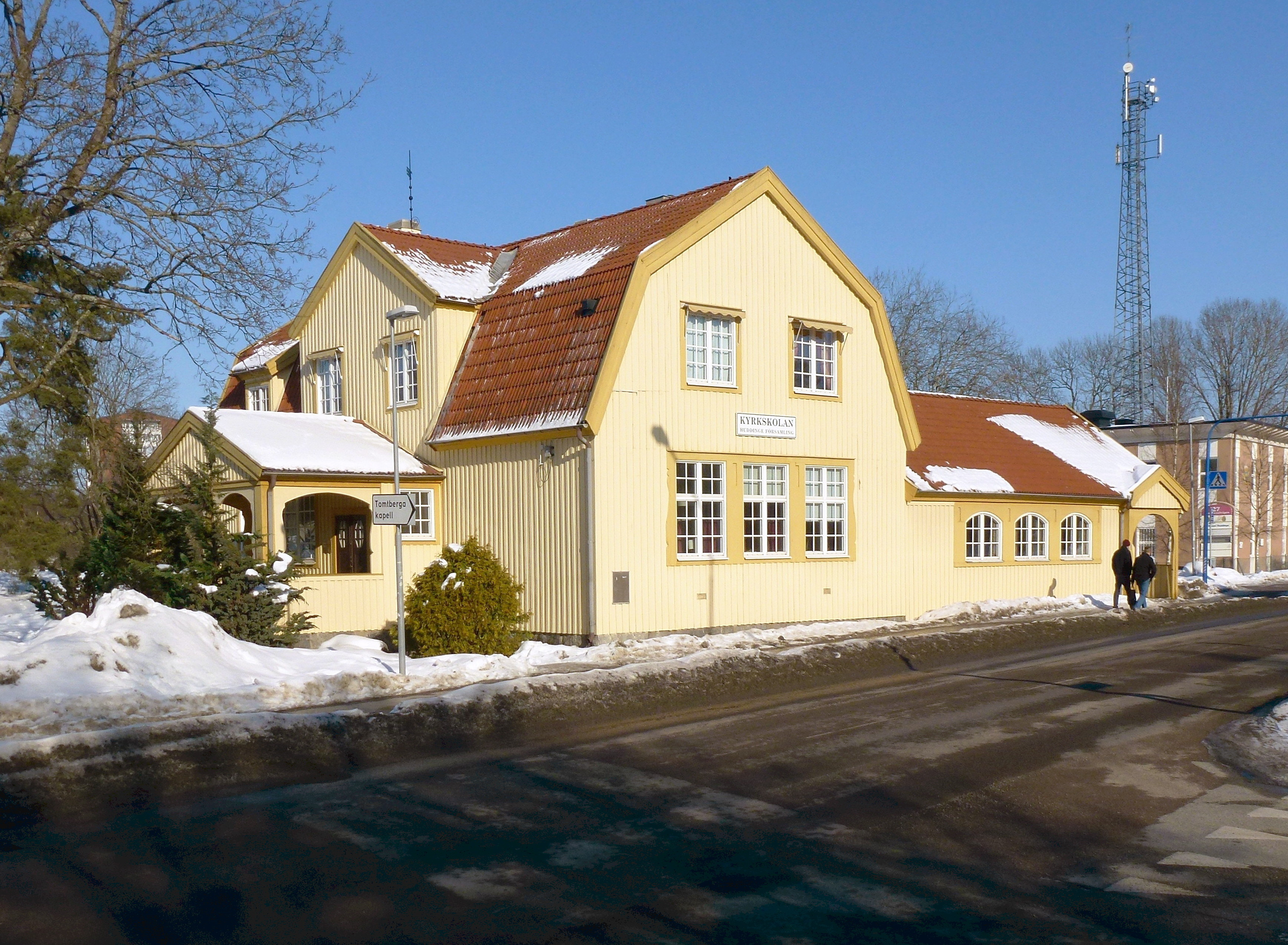
Kyrkskolan i februari 2013.

I mars 1884 beslutade en extra kyrkostämma att förbättra Huddinges skolsituation. Beslutet innebar att församlingen skulle bekosta och låta bygga fem nya skolor, bland annat vid Huddinge kyrka och mellan Vårby gård och Juringe gård (se Vårby skola).
Det skulle dock dröja 30 år tills den nya Kyrkskolan invigdes år 1914. Skolhuset uppfördes vid nuvarande Kommunalvägen 34. På bottenvåningen fanns två lärosalar samt en gymnastiksal som inrymdes i den låga byggnadskroppen. På övervåningen inrättades ytterligare två salar. Planlösningen var nästan identisk med Segeltorpsskolans första skolhus som uppfördes fyra år senare, med undantag för gymnastiksalen som Segeltorpsskolan först fick 1927. Med sitt brutna sadeltak och de svängda port- och fönsteröppningar till veranda och vindfång liknade Kyrkskolan och Segeltorpsskolan varann även exteriört.

## Nya Kyrkskolan

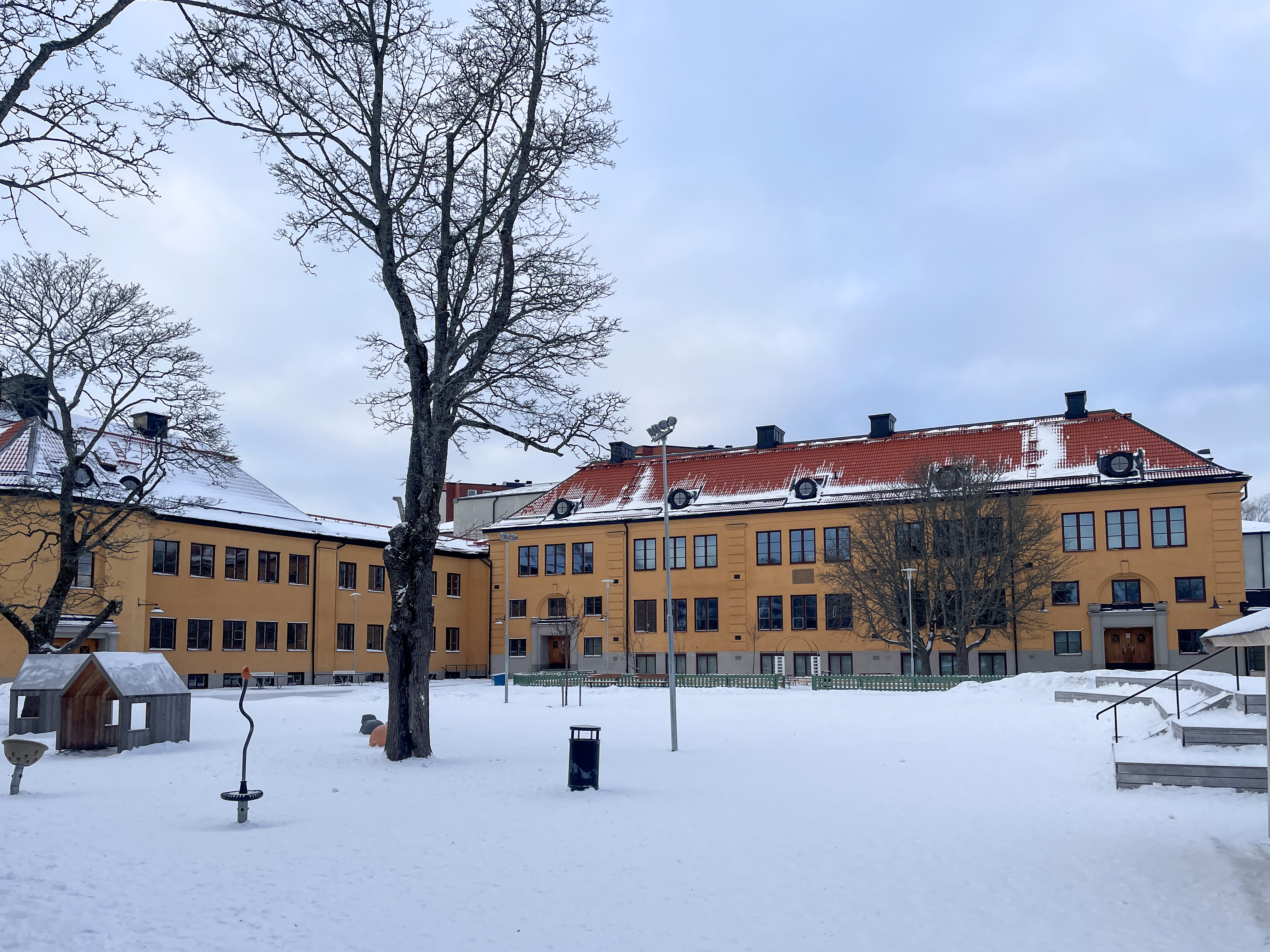
Tomtbergaskolan (tidigare Nya Kyrkskolan samt Centralskolan).

Vid invigningen av den andra kyrkskolan fällde prosten de legendariska orden: ”Huddinges behov av skolbyggnader är nu för all framtid tillgodosett”. Men redan efter några år blev Kyrkskolan för liten, trots klasser med större antal barn och undervisning i förmiddags- och eftermiddagsskift. 
För att lätta på trycket togs ritningar fram för en ny skola redan 1917. Ritningarna som var präglade av nationalromantiken var, enligt en antikvarisk undersökning från 2015, signerade Nils R. Hjorth men kom aldrig till utförande. Det kom att dröjda till 1923 till den nya Nya Kyrkskolan stod färdig (namnet ändrades sedan till Centralskolan och därefter till Tomtbergaskolan) med sex skolsalar och specialsalar. Ritningarna är osignerade, men i Hjorts dödsnotis står han som upphovsman till skolan vilket eventuellt kan vara en sammanblandning med tidigare förslag. Hösten 1931 fanns fyra klasser i Kyrkskolan och 21 i Centralskolan. Då hade skolväsendet i Huddinge övergått från en kyrklig, välvillig institution till kommunalt huvudmannaskap. 1941 kom Kyrkskolan i kommunens ägo.

## Andra kyrkskolans fortlevnad
I mitten på 1950-talet hade kyrkskolan fortfarande fyra klassrum, men byggnaden var nergången och rivningshotad. I en fastställd stadsplan från år 1955 hette det bland annat: ”…detta vackra parklandskap som inom sig innesluter kyrkan och prästgården har i sitt nuvarande skick […] två skönhetsfläckar, nämligen Telegrafverkets hus och Gamla folkskolan vid Kommunalvägen. Ur helhetsbildens synpunkt vore det önskvärt att båda dessa byggnader i framtiden kunde rivas…”
Kyrkskolan levde dock vidare och hörde 1963 tillsammans med Hörningsnäs och Stenängens skolor till ”Södra rektorsområdet”. Byggnaden upprustades i början av 1980-talet och blev då en värdefull kulturmiljö i Huddinge kommun. 1991 såldes den då kommunalägda Kyrkskolan till Svenska kyrkan i Huddinge som lät genomföra en invändig ombyggnad och modernisering. Under 1990-talets andra hälft fick Huddinges kommunala musikskola tillgång till kyrkskolans lokaler. Numera bedriver Huddinge församling bland annat sin kör- och konfirmandundervisning här.

## Första Kyrkskolan "Klockargården" rivs
Huddinges första kyrkskola, den ombyggda fattigstugan från 1847, kallades senare Klockargården och fungerade under några år som kommunalhus innan nuvarande Huddinge kommunalhus stod klar 1948. Byggnaden revs slutligen i början av 1960-talet och på platsen (kvarteret Klockargården)  uppfördes nuvarande anläggning ”Klockargården” för kyrkans församling, ritad av arkitekt Sture Frölén. Idag har Huddinge församling sin verksamhet i Huddinge kyrka, Klockargården, Kyrkskolan och Tomtberga kapell.

## Bilder

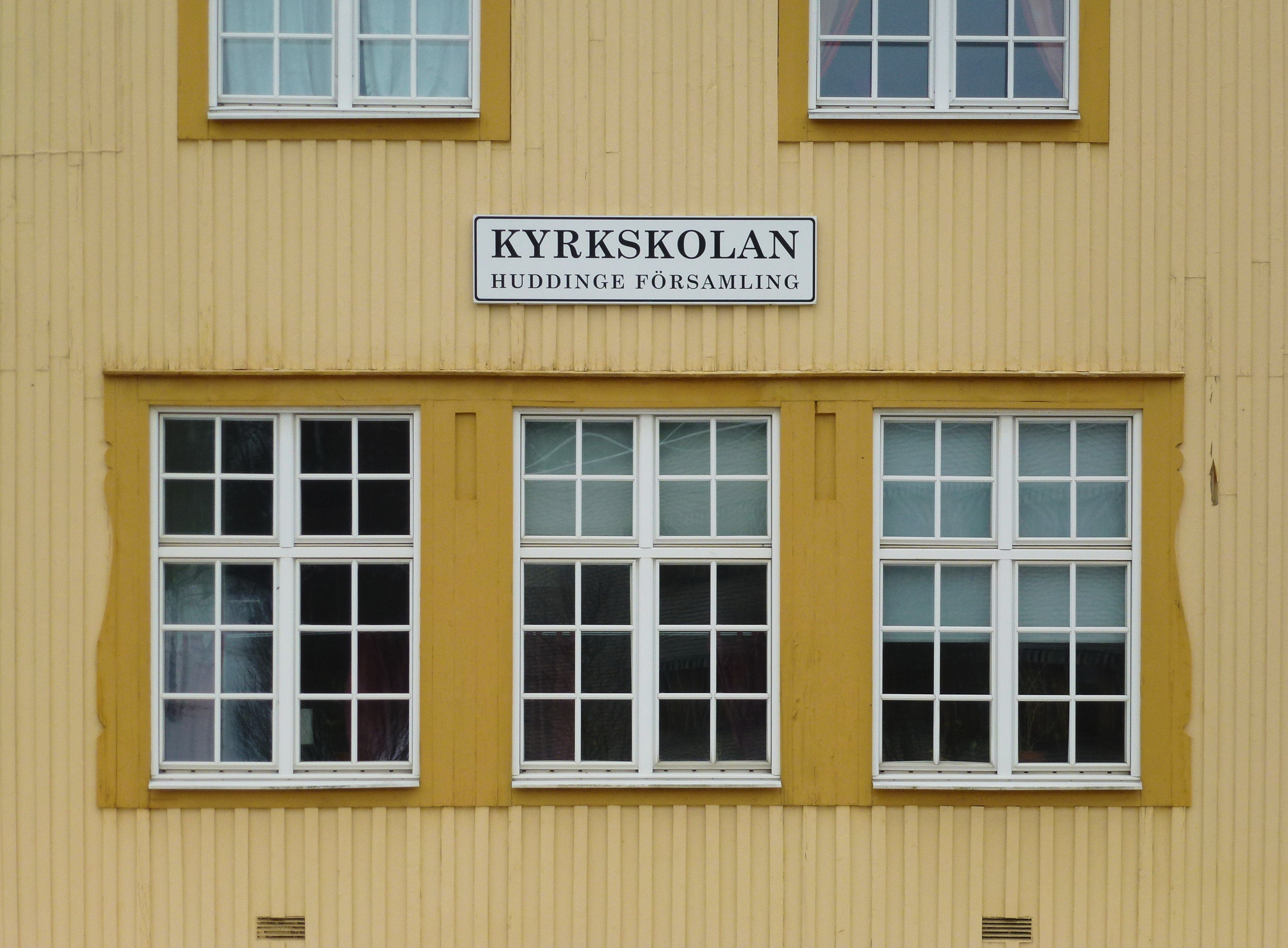
Fasaddetalj
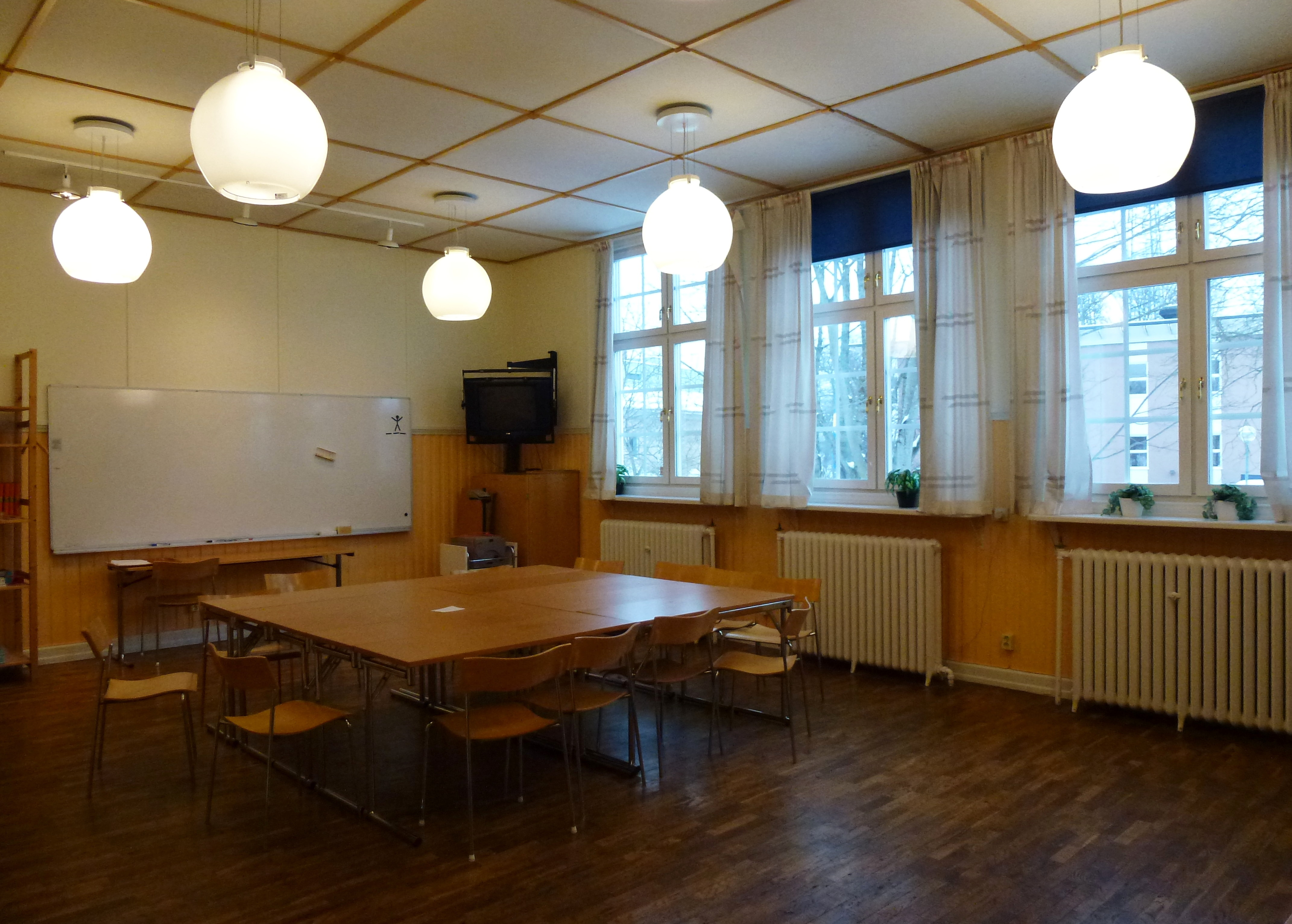
Före detta skolsal
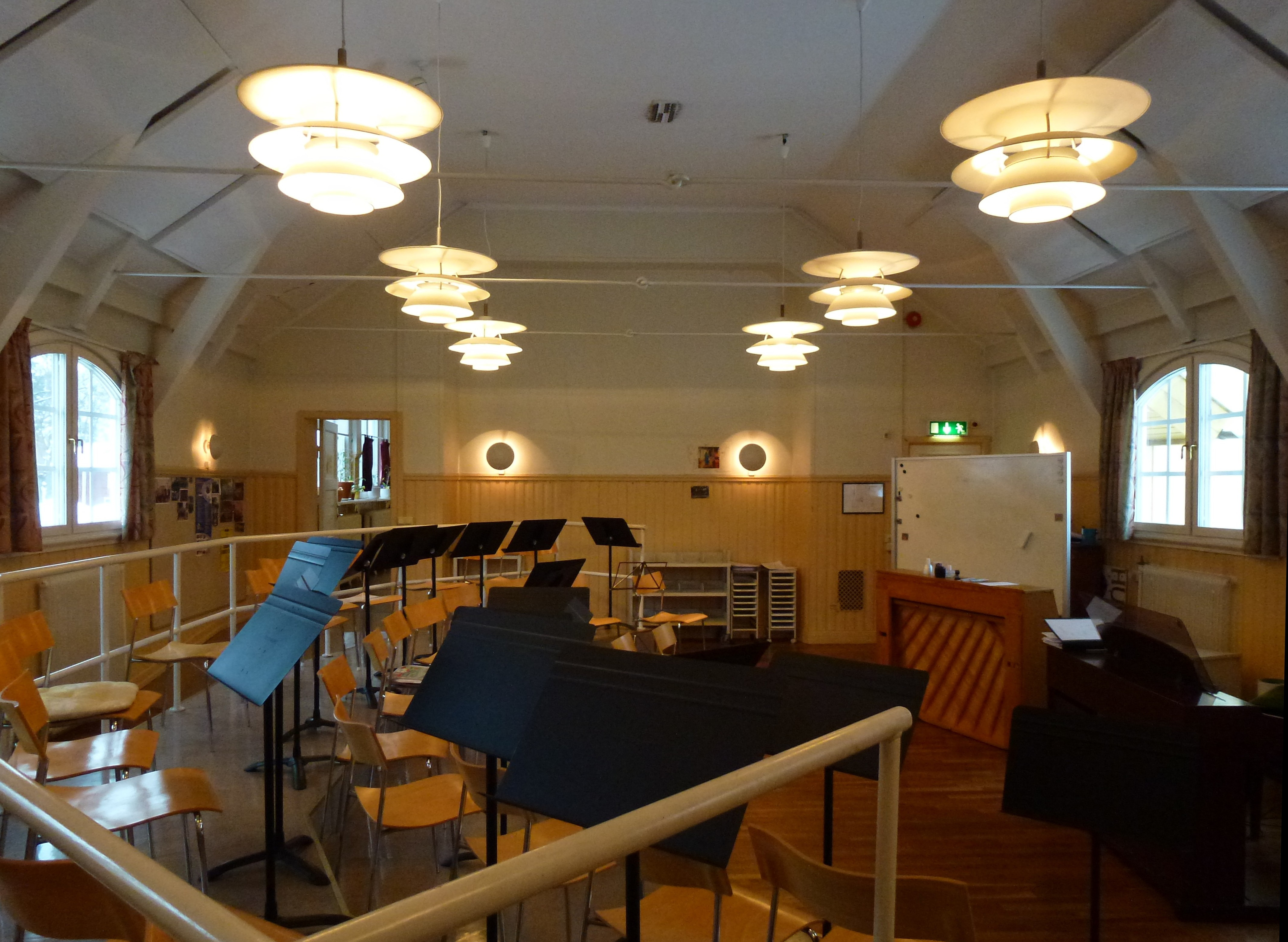
Före detta gymnastiksal
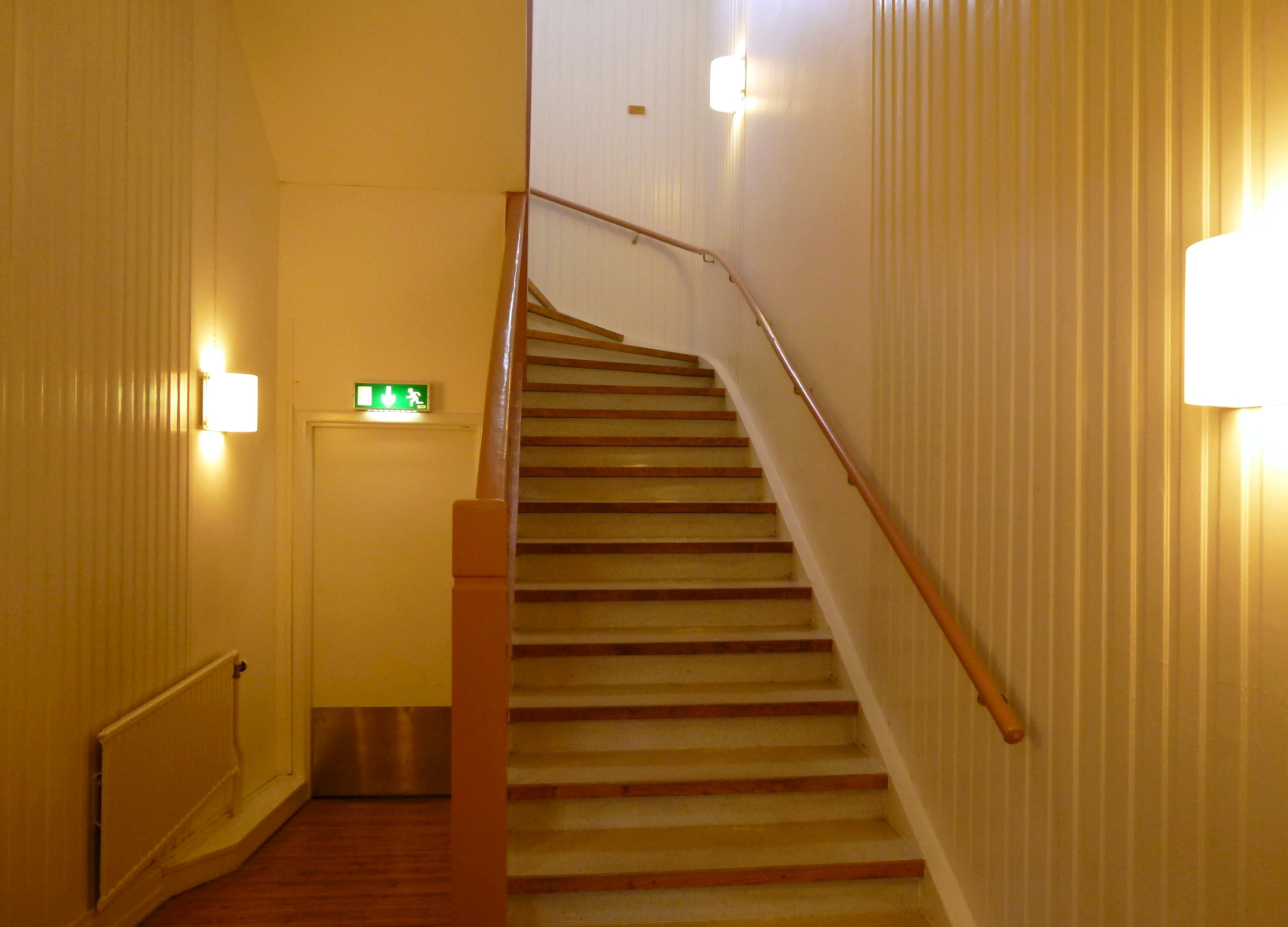
Trappan till övervåningen